# Liga dos Campeões da CAF de 2018–19 – Fase Final
A Fase Final da Liga dos Campeões da CAF de 2018–19 foi disputada entre 5 de abril até 31 de maio de 2019. Um total de 8 equipes competiram nesta fase.

## Equipes classificadas
| Grupo | Vencedores         | Segundo-lugares   |
| ----- | ------------------ | ----------------- |
| A     | Wydad Casablanca   | Mamelodi Sundowns |
| B     | Espérance de Tunis | Horoya            |
| C     | TP Mazembe         | CS Constantine    |
| D     | Al-Ahly            | Simba             |

## Formato
Nesta fase as equipes disputaram as vagas em partidas de ida e volta. Se o placar agregado estivesse empatado ao final da segunda partida a regra do gol fora de casa foi aplicada e caso o empate ainda persista a disputa por pênaltis foi usada para determinar o vencedor. O sorteio para esta fase foi realizado em 20 de março de 2019.

## Chaveamento
|  | Quartas de final   | Quartas de final   | Quartas de final | Quartas de final |   |                    | Semifinais | Semifinais | Semifinais | Semifinais |  |                  | Final | Final | Final | Final |  |  |
|  |                    |                    |                  |                  |   |                    |            |            |            |            |  |                  |       |       |       |       |  |  |
|  |                    |                    |                  |                  |   |                    |            |            |            |            |  |                  |       |       |       |       |  |  |
|  | Horoya             | 0                  | 0                | 0                |   |                    |            |            |            |            |  |                  |       |       |       |       |  |  |
|  | Wydad Casablanca   | 0                  | 5                | 5                |   |                    |            |            |            |            |  |                  |       |       |       |       |  |  |
|  | Wydad Casablanca   | 0                  | 5                | 5                |   | Wydad Casablanca   | 2          | 0          | 2          |            |  |                  |       |       |       |       |  |  |
|  |                    |                    |                  |                  |   | Wydad Casablanca   | 2          | 0          | 2          |            |  |                  |       |       |       |       |  |  |
|  |                    | Mamelodi Sundowns  | 1                | 0                | 1 |                    |            |            |            |            |  |                  |       |       |       |       |  |  |
|  | Mamelodi Sundowns  | Mamelodi Sundowns  | 1                | 0                | 1 | 5                  | 0          | 5          |            |            |  |                  |       |       |       |       |  |  |
|  | Mamelodi Sundowns  |                    |                  |                  |   | 5                  | 0          | 5          |            |            |  |                  |       |       |       |       |  |  |
|  | Al-Ahly            | 0                  | 1                | 1                |   |                    |            |            |            |            |  |                  |       |       |       |       |  |  |
|  | Al-Ahly            | 0                  | 1                | 1                |   |                    |            |            |            |            |  | Wydad Casablanca | 1     | abd.  |       |       |  |  |
|  |                    |                    |                  |                  |   |                    |            |            |            |            |  | Wydad Casablanca | 1     | abd.  |       |       |  |  |
|  |                    | Espérance de Tunis | 1                | abd.             |   |                    |            |            |            |            |  |                  |       |       |       |       |  |  |
|  | CS Constantine     | Espérance de Tunis | 1                | abd.             | 2 | 1                  | 3          |            |            |            |  |                  |       |       |       |       |  |  |
|  | CS Constantine     |                    |                  |                  | 2 | 1                  | 3          |            |            |            |  |                  |       |       |       |       |  |  |
|  | Espérance de Tunis | 3                  | 3                | 6                |   |                    |            |            |            |            |  |                  |       |       |       |       |  |  |
|  | Espérance de Tunis | 3                  | 3                | 6                |   | Espérance de Tunis | 1          | 0          | 1          |            |  |                  |       |       |       |       |  |  |
|  |                    |                    |                  |                  |   | Espérance de Tunis | 1          | 0          | 1          |            |  |                  |       |       |       |       |  |  |
|  |                    | TP Mazembe         | 0                | 0                | 0 |                    |            |            |            |            |  |                  |       |       |       |       |  |  |
|  | Simba              | TP Mazembe         | 0                | 0                | 0 | 0                  | 1          | 1          |            |            |  |                  |       |       |       |       |  |  |
|  | Simba              |                    |                  |                  |   | 0                  | 1          | 1          |            |            |  |                  |       |       |       |       |  |  |
|  | TP Mazembe         | 0                  | 4                | 4                |   |                    |            |            |            |            |  |                  |       |       |       |       |  |  |

## Quartas de final
Nas quartas de final, o vencedor de um grupo enfrentou o segundo lugar de outro grupo (equipes do mesmo grupo não podem se enfrentar), com o vencedor do grupo recebendo a partida de volta em casa.
| Equipe 1          | Total | Equipe 2           | 1.º jogo | 2.º jogo |
| ----------------- | ----- | ------------------ | -------- | -------- |
| CS Constantine    | 3–6   | Espérance de Tunis | 2–3      | 1–3      |
| Mamelodi Sundowns | 5–1   | Al-Ahly            | 5–0      | 0–1      |
| Horoya            | 0–5   | Wydad Casablanca   | 0–0      | 0–5      |
| Simba             | 1–4   | TP Mazembe         | 0–0      | 1–4      |

### Partidas de ida
| 6 de abril de 2019 | Mamelodi Sundowns                                                                  | 5 – 0     | Al-Ahly | Estádio Lucas Masterpieces Moripe, Pretória |
| 15:00 (UTC+2)      | Zwane 14' · Arendse 24' · Ricardo Nascimento 47' (pen) · Sirino 62' · Mahlambi 83' | Relatório |         | Árbitro: SEN Maguette N'Diaye               |

| 6 de abril de 2019 | Simba | 0 – 0     | TP Mazembe | Estádio Nacional, Dar es Salaam |
| 16:00 (UTC+3)      |       | Relatório |            | Árbitro: ALG Mustapha Ghorbal   |

| 6 de abril de 2019 | Horoya | 0 – 0     | Wydad Casablanca | Stade du 28 Septembre, Conacri  |
| 16:00 (UTC+0)      |        | Relatório |                  | Árbitro: GAB Eric Otogo-Castane |

| 6 de abril de 2019 | CS Constantine           | 2 – 3     | Espérance de Tunis                             | Estádio Mohamed Hamlaoui, Constantina |
| 20:00 (UTC+1)      | Djabout 49' · Yettou 71' | Relatório | Belaïli 6' (pen) · Coulibaly 47' · Yacoubi 74' | Árbitro: EGY Gehad Grisha             |

### Partidas de volta
| 13 de abril de 2019 | TP Mazembe                                     | 4 – 1     | Simba   | Stade TP Mazembe, Lubumbashi |
| 15:00 (UTC+2)       | Chongo 22' · Elia 37' · Mputu 62' · Muleka 74' | Relatório | Okwi 1' | Árbitro: ZAM Janny Sikazwe   |

TP Mazembe venceu por 4–1 no placar agregado.
| 13 de abril de 2019 | Al-Ahly   | 1 – 0     | Mamelodi Sundowns | Estádio Borg El Arab, Alexandria |
| 18:00 (UTC+2)       | Azaro 68' | Relatório |                   | Árbitro: GAM Bakary Gassama      |

Mamelodi Sundowns venceu por 5–1 no placar agregado.
| 13 de abril de 2019 | Espérance de Tunis       | 3 – 1     | CS Constantine | Stade Olympique de Radès, Radès    |
| 20:00 (UTC+1)       | Bguir 22', 27' · Kom 85' | Relatório | Bahamboula 62' | Árbitro: MAR Noureddine El Jaafari |

Espérance de Tunis venceu por 6–3 no placar agregado.
| 13 de abril de 2019 | Wydad Casablanca                                                | 5 – 0     | Horoya | Estádio Príncipe Moulay Abdellah, Rabat |
| 20:00 (UTC+1)       | El Karti 20', 30' · Noussir 34' · Nahiri 59' · El Moutaraji 85' | Relatório |        | Árbitro: ETH Bamlak Tessema Weyesa      |

Wydad Casablanca venceu por 5–0 no placar agregado.

## Semifinais
Nas semifinais, os quatro vencedores das quartas de final se enfrentaram com os confrontos e ordem das partidas sendo decidido por sorteio.
| Equipe 1           | Total | Equipe 2          | 1.º jogo | 2.º jogo |
| ------------------ | ----- | ----------------- | -------- | -------- |
| Wydad Casablanca   | 2–1   | Mamelodi Sundowns | 2–1      | 0–0      |
| Espérance de Tunis | 1–0   | TP Mazembe        | 1–0      | 0–0      |

### Partidas de ida
| 26 de abril de 2019 | Wydad Casablanca     | 2 – 1     | Mamelodi Sundowns | Estádio Príncipe Moulay Abdellah, Rabat |
| 20:00 (UTC+1)       | Saidi 25' · Aouk 47' | Relatório | Ngcongca 42'      | Árbitro: BOT Joshua Bondo               |

| 27 de abril de 2019 | Espérance de Tunis | 1 – 0     | TP Mazembe | Stade Olympique de Radès, Radès |
| 17:00 (UTC+1)       | Belaïli 50'        | Relatório |            | Árbitro: GAM Bakary Gassama     |

### Partidas de volta
| 4 de maio de 2019 | TP Mazembe | 0 – 0     | Espérance de Tunis | Stade TP Mazembe, Lubumbashi |
| 15:00 (UTC+2)     |            | Relatório |                    | Árbitro: RSA Victor Gomes    |

Espérance de Tunis venceu por 1–0 no placar agregado.
| 4 de maio de 2019 | Mamelodi Sundowns | 0 – 0     | Wydad Casablanca | Estádio Lucas Masterpieces Moripe, Pretória |
| 15:00 (UTC+2)     |                   | Relatório |                  | Árbitro: ANG Hélder Martins de Carvalho     |

Wydad Casablanca venceu por 2–1 no placar agregado.

## Final
A ordem das partidas foi definida pelo sorteio realizado nas semifinais.

### Partida de ida
| 24 de maio de 2019 | Wydad Casablanca | 1 – 1     | Espérance de Tunis | Estádio Príncipe Moulay Abdellah, Rabat |
| 22:00 (UTC+1)      | El Hassouni 79'  | Relatório | Coulibaly 44'      | Árbitro: EGY Gehad Grisha               |

### Partida de volta
| 31 de maio de 2019 | Espérance de Tunis | Abandonada | Wydad Casablanca | Stade Olympique de Radès, Radès |
| 22:00 (UTC+1)      | Belaïli 41'        | Relatório  |                  | Árbitro: GAM Bakary Gassama     |